# 胡宥
胡宥（1533年—？），字子仁，號金峰，直隸徽州府休寍縣人，民籍，明朝政治人物。

## 生平
隆慶元年（1567年）丁卯科應天府鄉試第七名舉人。隆慶五年（1571年）中式辛未科會試第二百九十二名，三甲第四十一名進士。礼部觀政，初授长垣县知县，万历三年（1575年）七月选授南京河南道試御史，四年八月實授，同年丁母毛太孺人憂。服阕，七年补河南道御史，巡按广西，八年八月升为贵州按察司佥事，分巡畢節，十一年二月以精通地理，奉命参与勘择世宗陵寝，十二年七月升陕西苑马寺少卿兼佥事，卒于官。

## 家族
曾祖胡仕茂；祖父胡永華；父胡正禎。嫡母程氏；生母毛氏。慈侍下。兄胡寵、胡宽、胡宇。弟胡寀、胡賓、胡宣。

## 軼事
《湧幢小品》載其諸生時為神人所救之奇事。